# F (metro de Nueva York)
La F Sixth Avenue Local (línea F local de la Sexta Avenida en español) es un servicio del metro de Nueva York. Las señales de las estaciones, el mapa del metro de Nueva York, y los letreros digitales están pintados en color naranja, ya que representa el color de la línea de la Sexta Avenida que pasa por  Manhattan.
El servicio de la línea F opera todo el tiempo, desde la estación calle 179 en Jamaica, Queens hacia la avenida Stillwell en Coney Island, Brooklyn, vía Queens Boulevard, Sexta Avenida, y la línea Culver haciendo todas sus paradas locales excepto por una sección expresa en Queens entre Forest Hills–71.ª Avenida y la Calle 21–Queensbridge.
Existe el apoyo de la comunidad para la reanudación del servicio expreso a lo largo de la Línea de Culver en Brooklyn, donde anteriormente ya existían unas vías que estaban sin usar desde la década de 80s. La Autoridad Metropolitana del Transporte de Nueva York renovó el viaducto elevado en la línea Culver entre 2009–2012, después de eso "No habrá impedimento para reabrir la F expresa."
La flota del servicio F consiste en trenes modelos R46s y varios modelos
Esta es la lista de líneas usadas por el servicio F:
| Line | Tracks  | When    |
| --- | ------- | ------- |
| Línea Queens Boulevard hacia el norte de Forest Hills–71.ª Avenida                                          | local   | siempre |
| Línea Queens Boulevard desde la avenida 71 hacia la calle 36                                                | expresa | siempre |
| Línea de la Calle 63 (línea completa)                                                                       | N/D     | siempre |
| Línea de la Sexta Avenida desde las calles 47 y 50–Rockefeller Center hacia Lower East Side–Segunda Avenida | local   | siempre |
| Línea de la Sexta Avenida                                                                                   | N/D     | siempre |
| Línea Culver (línea completa)                                                                               | local   | siempre |

## Historia
| \| F 6TA AVE \| |
| Letrero del R1  |
| F 6TA AVE       |

| Logos desde 1967–1979 |

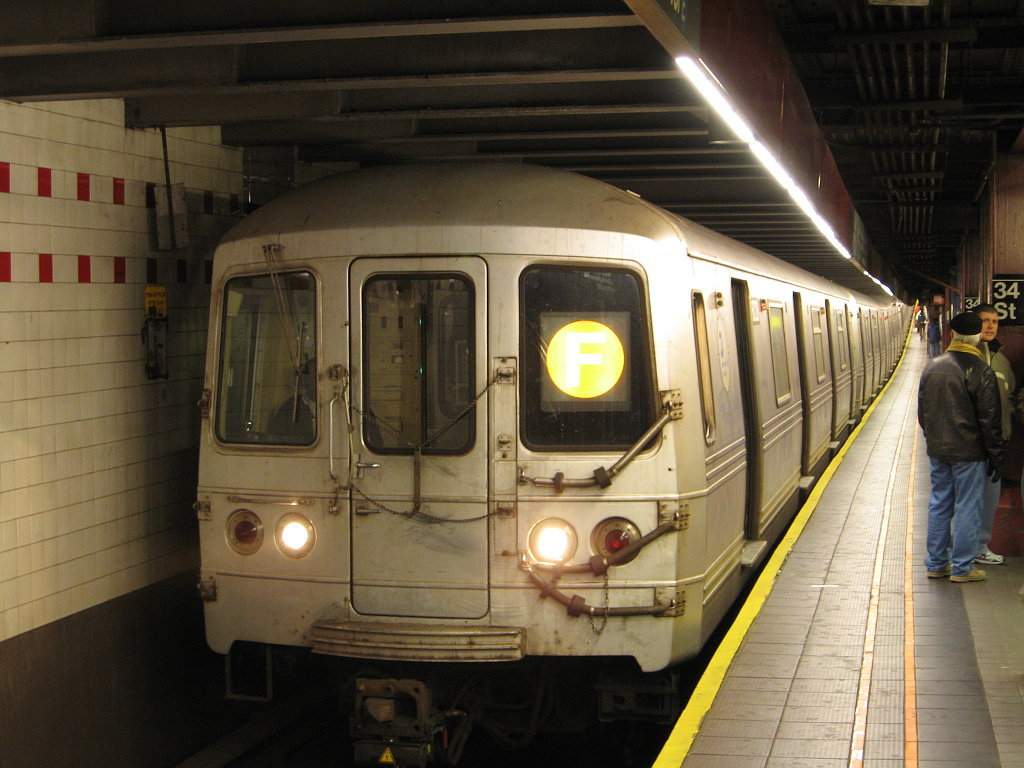
Un tren modelo R46 del servicio F en la estación Herald Square, con dirección hacia Queens.

- El servicio F oficialmente empezó a operar el 15 de diciembre de 1940 entre el bulevar Parsons y la avenida Church vía las líneas bulevar Queens, Sexta Avenida y Culver. Empezó a operar como ruta expresa en Queens y como ruta local en Manhattan y Brooklyn.

- Durante la Segunda Guerra Mundial, los trenes fueron extendidos hacia la calle 169 con servicio, durante la noche, mañanas y los domingos por la mañana.

- El 11 de diciembre de 1950, los trenes fueron extendidos hacia Jamaica-Calle 179 en las mañanas, noches, y los domingos por las mañanas. En los siguientes años, el servicio fue gradualmente extendido para servir esa estación todo el tiempo.

- El 30 de octubre de 1954, la conexión entre la línea Culver IND y la línea Culver BMT fue completada. Trenes del servicio F y operaban en rutas de horas pico tenían su estación en Broadway-Calle Lafayette para permitir que los trenes del servicio D entrasen hacia Brooklyn vía el túnel de la calle Houston. El 28 de junio de 1956, los trenes fueron extendidos hacia Lower East Side-Segunda avenida.

- El 6 de octubre de 1957, los trenes tenían su terminal por las mañanas, noches y fin de semana en la calle 34-Herald Square.

- El 10 de noviembre de 1958, los trenes hernian su terminal en Broadway-Calle Lafayette  para que se permitiese la construcción de la conexión de la Calle Chrystie.

- El 9 de julio de 1967, los trenes no siguieron operando como rutas expresas entre Jamaica-Calle 179 y 71a-Avenida Continental.

- El 26 de noviembre de 1967, la conexión de la calle Chrystie fue completada. El servicio de los trenes D fue organizado vía esta conexión sobre el extremo norte del puente de Manhattan, y vía la línea Brighton en Brooklyn. Los trenes del servicio F los reemplazó en la línea Culver BMT. Antes había servicio expreso en horas pico entre la calle Jay-Borough Hall y Kings Highway. Pero fue suspendida en los 1980s debido a problemas con las vías.

- El 24 de mayo de 1987, el servicio N y el servicio R cambiaron de terminales en Queens. Como parte de un plan de cambio de rutas, los trenes F tenían su terminal en la calle 57/Sexta Avenida durante las altas horas de la noche.

- El 30 de septiembre de 1990, el servicio R fue cortado desde la calle 179 hasta la 71.ª Avenida, y fue reemplazada por el servicio F.

- En mayo de 1997, el servicio de los trenes F fue sacado de la línea de la Calle 63 durante las noches y fue reemplazado por un 63rd Street Shuttle. El servicio F empezó a funcionar como ruta local en la calle 179.

- El 16 de diciembre de 2001, la conexión de la calle 63 abrió, conectando a la línea de la Calle 63 con la línea Queens Boulevard. En un movimiento controversial, el servicio local V reemplazó el servicio F en el pesado y traficado túnel de la Calle 53 entre Manhattan y Queens, mientras que el servicio F regresó hacia el túnel de la Calle 63. El servicio F empezó haciendo paradas expresas en Queens entre la avenida 71 y la calle 21–Queensbridge todo el tiempo.

- El 8 de septiembre de 2002, la avenida Stillwell fue cerrada para su construcción. El servicio F fue cortado en la Avenida X, y el servicio de la avenida Stillwell fue reemplazado por un autobús. Los trenes del servicio F regresaron a la avenida Stillwell el 23 de mayo de 2004, hasta que se completó el trabajo.

## Estaciones
Tabla detallada de los servicios ofrecidos por cada estación.
| Leyenda de la estación de servicio                       | Leyenda de la estación de servicio                       |
| -------------------------------------------------------- | -------------------------------------------------------- |
| Hace paradas todo el tiempo                              | Paradas todo el tiempo                                   |
| Hace paradas todo el tiempo                              | Paradas todo el tiempo excepto a altas horas de la noche |
| Hace paradas sólo en la noche                            | Paradas sólo en la noche                                 |
| Hace paradas en las noches y días de semanas             | Paradas sólo en la noche y fin de semanas                |
| Hace paradas sólo los días de semana                     | Paradas en días de semana                                |
| Hace paradas sólo en horas pico                          | Paradas sólo en horas pico                               |
| Hace paradas en horas pico en direcciones congestionadas | Paradas horas pico o vías congestionadas                 |
| Estación cerrada                                         | Estación cerrada                                         |
| Detalles del periodo de tiempo                           |                                                          |

| Servicio F                  | Estaciones                           | Acceso para discapacitados | Transferencias                                                                             | Conexiones |
| --------------------------- | ------------------------------------ | -------------------------- | ------------------------------------------------------------------------------------------ | --- |
| Queens                      |                                      |                            |                                                                                            | |
| Hace paradas todo el tiempo | Jamaica–Calle 179                    | Acceso para discapacitados | E                                                                                          | Q3 autobús hacia Aeropuerto Int. JFK |
| Hace paradas todo el tiempo | Calle 169                            |                            |                                                                                            | Q3 autobús hacia Aeropuerto Int. JFK |
| Hace paradas todo el tiempo | Parsons Boulevard                    |                            | E                                                                                          | |
| Hace paradas todo el tiempo | Sutphin Boulevard                    |                            |                                                                                            | |
| Hace paradas todo el tiempo | Briarwood                            |                            | E                                                                                          | |
| Hace paradas todo el tiempo | Kew Gardens–Union Turnpike           | Acceso para discapacitados | E                                                                                          | Q10 autobús hacia Aeropuerto Int. JFK |
| Hace paradas todo el tiempo | 75.ª Avenida                         |                            | E                                                                                          | |
| Hace paradas todo el tiempo | Forest Hills–71.ª Avenida            |                            | E M R                                                                                      | LIRR Main Line en Forest Hills |
| Hace paradas todo el tiempo | Jackson Heights–Avenida Roosevelt    | Acceso para discapacitados | E M R 7 (línea Flushing)                                                                   | Q33 autobús hacia LaGuardia Airport Q47 autobús hacia LaGuardia Marine Air Terminal |
| Hace paradas todo el tiempo | Calle 21–Queensbridge                | Acceso para discapacitados |                                                                                            | |
| Manhattan                   |                                      |                            |                                                                                            | |
| Hace paradas todo el tiempo | Isla Roosevelt                       | Acceso para discapacitados |                                                                                            | Roosevelt Island Tramway |
| Hace paradas todo el tiempo | Avenida Lexington–Calle 63           | Acceso para discapacitados | Q N                                                                                        | 4 5 6 <6> (línea de la Avenida Lexington en Calle 59), · N Q R W de lunes a viernes (línea Broadway en Avenida Lexington / Calle 59); fuera del sistema de transferencia del MetroCard |
| Hace paradas todo el tiempo | Calle 57                             |                            |                                                                                            | |
| Hace paradas todo el tiempo | Calles 47 y 50–Rockefeller Center    | Acceso para discapacitados | B D M                                                                                      | |
| Hace paradas todo el tiempo | Calle 42–Bryant Park                 |                            | B D M (línea Flushing en la Quinta Avenida)                                                | |
| Hace paradas todo el tiempo | Calle 34–Herald Square               | Acceso para discapacitados | B D M N Q R W (línea Broadway)                                                             | M34 / M34A Servicio selectivo PATH en Calle 33 |
| Hace paradas todo el tiempo | Calle 23                             |                            | M                                                                                          | PATH en Calle 23 |
| Hace paradas todo el tiempo | Calle 14                             |                            | M 1 (línea de la Séptima Avenida–Broadway en Calle 14) L (línea Canarsie en Sexta Avenida) | PATH en Calle 14 |
| Hace paradas todo el tiempo | West Fourth Street–Washington Square | Acceso para discapacitados | B D M A C E (línea de la Octava Avenida)                                                   | PATH en Calle 9 |
| Hace paradas todo el tiempo | Broadway–Calle Lafayette             | Acceso para discapacitados | B D M 4 6 <6> (línea de la Avenida Lexington en Calle Bleecker)                            | |
| Hace paradas todo el tiempo | Segunda Avenida                      |                            |                                                                                            | M15 Servicio selectivo |
| Hace paradas todo el tiempo | Calle Delancey                       |                            | J M Z (línea de la Calle Nassau en Calle Essex)                                            | |
| Hace paradas todo el tiempo | East Broadway                        |                            |                                                                                            | |
| Brooklyn                    |                                      |                            |                                                                                            | |
| Hace paradas todo el tiempo | Calle York                           |                            |                                                                                            | |
| Hace paradas todo el tiempo | Calle Jay–MetroTech                  | Acceso para discapacitados | A C N R (línea de la Cuarta Avenida)                                                       | |
| Hace paradas todo el tiempo | Calle Bergen                         |                            | G                                                                                          | |
| Hace paradas todo el tiempo | Calle Carroll                        |                            | G                                                                                          | |
| Hace paradas todo el tiempo | Calle Smith–Novena Calle             |                            | G                                                                                          | |
| Hace paradas todo el tiempo | Cuarta Avenida                       |                            | G D N R (línea de la Cuarta Avenida en Calle 9)                                            | |
| Hace paradas todo el tiempo | Séptima Avenida                      |                            | G                                                                                          | |
| Hace paradas todo el tiempo | Calle 15–Prospect Park               |                            | G                                                                                          | |
| Hace paradas todo el tiempo | Fort Hamilton Parkway                |                            | G                                                                                          | |
| Hace paradas todo el tiempo | Avenida Church                       | Acceso para discapacitados | G                                                                                          | |
| Hace paradas todo el tiempo | Avenida Ditmas                       |                            |                                                                                            | |
| Hace paradas todo el tiempo | 18.ª Avenida                         |                            |                                                                                            | |
| Hace paradas todo el tiempo | Avenida I                            |                            |                                                                                            | |
| Hace paradas todo el tiempo | Bay Parkway                          |                            |                                                                                            | |
| Hace paradas todo el tiempo | Avenida N                            |                            |                                                                                            | |
| Hace paradas todo el tiempo | Avenida P                            |                            |                                                                                            | |
| Hace paradas todo el tiempo | Kings Highway                        |                            |                                                                                            | |
| Hace paradas todo el tiempo | Avenida U                            |                            |                                                                                            | |
| Hace paradas todo el tiempo | Avenida X                            |                            |                                                                                            | |
| Hace paradas todo el tiempo | Avenida Neptune                      |                            |                                                                                            | |
| Hace paradas todo el tiempo | West Eighth Street–New York Aquarium |                            | Q (línea Brighton)                                                                         | |
| Hace paradas todo el tiempo | Coney Island–Avenida Stillwell       | Acceso para discapacitados | D (línea West End) N (línea Sea Beach) Q (línea Brighton)                                  | |